# Lista de prefeitos de Pinheiro Machado (Rio Grande do Sul)
Esta é uma lista de prefeitos e vice-prefeitos de Pinheiro Machado, município brasileiro do estado do Rio Grande do Sul.
| Nº | Prefeito                             | Imagem                 | Partido | Vice-prefeito                        | Início do mandato        | Fim do mandato                                        | Observações |
| 1  | João Pereira Madruga                 |                        | PRR     | —                                    | 15 de fevereiro de 1894  | 15 de fevereiro de 1896                               | Intendente nomeado pela Câmara de Vereadores |
| 2  | Bernardo Dias de Castro              |                        | PRR     | —                                    | 15 de fevereiro de 1896  | 1.º de janeiro de 1900                                | Intendente nomeado pela Câmara de Vereadores |
| 3  | Gervásio dos Santos Tavares          |                        | PRR     | —                                    | 1.º de janeiro de 1900   | 1.º de janeiro de 1904                                | Intendente nomeado pela Câmara de Vereadores |
| 4  | José Angelino Goulart                |                        | PRR     | —                                    | 1.º de janeiro de 1904   | 23 de maio de 1911                                    | Intendente nomeado pela Câmara de Vereadores |
| 5  | Silvano Dias Corrêa Abril            |                        | PSP     | —                                    | 23 de maio de 1911       | 21 de junho de 1912                                   | Intendente nomeado pela Câmara de Vereadores |
| —  | João Maria Barbosa                   |                        | PSP     | —                                    | 21 de junho de 1912      | 31 de janeiro de 1915                                 | Intendente nomeado interinamente pela Câmara de Vereadores                                                                                         |
| 6  | Ney Lima da Costa                    |                        | PSP     | —                                    | 31 de janeiro de 1915    | 22 de agosto de 1915                                  | Intendente nomeado pela Câmara de Vereadores |
| —  | José Cavalheiro do Amaral            |                        | PSP     | —                                    | 22 de agosto de 1915     | 1.º de fevereiro de 1916                              | Intendente nomeado interinamente pela Câmara de Vereadores                                                                                         |
| 7  | Avelino Machado Borges               |                        | UDR     | —                                    | 1.º de fevereiro de 1916 | 23 de março de 1917                                   | Intendente nomeado pela Câmara de Vereadores |
| —  | José da Silva Job                    |                        | UDR     | —                                    | 23 de março de 1917      | 1.º de fevereiro de 1918                              | Intendente nomeado interinamente pela Câmara de Vereadores                                                                                         |
| 8  | Miguel Duprat Bandeira               |                        | UDR     | —                                    | 1.º de fevereiro de 1918 | 1.º de fevereiro de 1920                              | Intendente nomeado pela Câmara de Vereadores |
| 9  | Mário Simões Lopes                   |                        | MDR     | —                                    | 1.º de fevereiro de 1920 | 1.º de fevereiro de 1924                              | Intendente nomeado pela Câmara de Vereadores |
| 10 | Hipólito Ribeiro Júnior              |                        | PDR     | —                                    | 1.º de fevereiro de 1924 | 1.º de fevereiro de 1928                              | Intendente nomeado pela Câmara de Vereadores |
| 11 | Galdino Bueno e Silva                |                        | PL      | —                                    | 1.º de fevereiro de 1928 | 15 de fevereiro de 1932                               | Intendente nomeado pela Câmara de Vereadores |
| 12 | Álvaro de Ávila Escobar              |                        | PRL     | —                                    | 15 de fevereiro de 1932  | 3 de abril de 1932                                    | Prefeito nomeado pelo Governador do Estado Flores da Cunha                                                                                         |
| 13 | José Ratto da Silveira               |                        | PRL     | —                                    | 4 de abril de 1934       | 5 de abril de 1935                                    | Prefeito nomeado pelo Governador do Estado Flores da Cunha                                                                                         |
| 14 | Euclides Fernandes da Costa          |                        | UCR     | —                                    | 12 de setembro de 1943   | 10 de novembro de 1944                                | Prefeito nomeado pelo Governador do Estado Ernesto Dornelles                                                                                       |
| 15 | João Pedro dos Santos                |                        | PSD     | —                                    | 11 de novembro de 1944   | 26 de março de 1947                                   | Prefeito nomeado pelo Governador do Estado Ernesto Dornelles                                                                                       |
| 16 | Alcides Palma Pereira                |                        | PSD     | —                                    | 8 de fevereiro de 1946   | 26 de março de 1947                                   | Prefeito nomeado pelo Governador do Estado Pompílio Fernandes                                                                                      |
| 17 | Victor Bachieri                      |                        | PSD     | —                                    | 27 de março de 1947      | 30 de janeiro de 1948                                 | Prefeito nomeado pelo Governador do Estado Walter Jobim                                                                                            |
| 18 | José da Cunha Ratto                  |                        | UDN     |                                      | 31 de janeiro de 1948    | 30 de janeiro de 1951                                 | Prefeito e vice eleitos em sufrágio universal |
| 19 | Ruy da Cunha Ratto                   |                        | UDN     | Fernando Rodrigues Barbosa           | 31 de janeiro de 1951    | 3 de fevereiro de 1954                                | Prefeito e vice eleitos em sufrágio universal |
| 20 | Fernando Rodrigues Barbosa           |                        | PSD     | —                                    | 4 de fevereiro de 1954   | 30 de janeiro de 1955                                 | Vice-prefeito eleito no cargo de titular |
| 21 | Irineu Riett Correia                 |                        | UDN     |                                      | 31 de janeiro de 1955    | 30 de janeiro de 1960                                 | Prefeito e vice eleitos em sufrágio universal |
| 22 | Mozart de Araújo Guterres            |                        | PTB     | Ruy da Cunha Ratto (UDN)             | 31 de janeiro de 1960    | 16 de novembro de 1962                                | Prefeito e vice eleitos em sufrágio universal |
| 23 | Amintas Luis Dutra                   |                        | PTB     | —                                    | 17 de novembro de 1962   | 1.º de agosto de 1963                                 | Presidente da Câmara no cargo de titular |
| 24 | Nadir de Ávila Ferreira              |                        | PTB     |                                      | 2 de agosto de 1963      | 30 de janeiro de 1964                                 | Prefeito nomeado pelo Governador do Estado |
| 25 | Avelino de Assis Brasil              |                        | PTB     | Laudelino Cunha de Moura             | 31 de janeiro de 1964    | 22 de maio de 1966                                    | Prefeito e vice eleitos em sufrágio universal |
| 26 | Laudelino Cunha de Moura             |                        | PSD     | —                                    | 23 de maio de 1966       | 30 de janeiro de 1969                                 | Vice-prefeito eleito no cargo de titular |
| —  | Laudelino Cunha de Moura             |                        | ARENA   | João de Deus Fagundes Trindade       | 31 de janeiro de 1969    | 30 de janeiro de 1973                                 | Prefeito reeleito e vice eleito em sufrágio universal                                                                                              |
| 27 | Justino de León Garcia               |                        | ARENA   | Álavaro Ratto de Souza               | 31 de janeiro de 1973    | 20 de fevereiro de 1975                               | Prefeito e vice eleitos em sufrágio universal |
| 28 | Álvaro Ratto de Souza                |                        | ARENA   | —                                    | 21 de fevereiro de 1975  | 31 de janeiro de 1977                                 | Vice-prefeito eleito no cargo de titular |
| 29 | Laudelino Cunha de Moura             |                        | ARENA   | Carlos Aquini Dias                   | 1.º de fevereiro de 1977 | 31 de janeiro de 1983                                 | Prefeito e vice eleitos em sufrágio universal |
| 30 | Humberto Mello Dias                  |                        | PDS     | Walter Azambuja                      | 1.º de fevereiro de 1983 | 31 de dezembro de 1988                                | Prefeito e vice eleitos em sufrágio universal |
| 31 | Laudelino Cunha de Moura             |                        | PDS     | João Maximiano Rodrigues Garcia      | 1.º de janeiro de 1989   | 31 de dezembro de 1992                                | Prefeito e vice eleitos em sufrágio universal |
| 32 | Humberto Mello Dias                  |                        | PDS     | João Lauro Vieira Costa              | 1.º de janeiro de 1993   | 31 de dezembro de 1996                                | Prefeito e vice eleitos em sufrágio universal |
| 33 | Carlos Ernesto Betiollo              |                        | PSDB    | Carlos Eduardo Irigoyen Garcia       | 1.º de janeiro de 1997   | 31 de dezembro de 2000                                | Prefeito e vice eleitos em sufrágio universal |
| 33 | Carlos Ernesto Betiollo              | 1.º de janeiro de 2001 | PSDB    | Carlos Eduardo Irigoyen Garcia       | 31 de dezembro de 2004   | Prefeito e vice reeleitos em sufrágio universal       | |
| 34 | José Felipe da Feira                 |                        | PSDB    | Maria Lúcia Barcelos Teixeira (PSDB) | 1.º de janeiro de 2005   | 31 de dezembro de 2008                                | Prefeito e vice eleitos em sufrágio universal |
| 35 | Luiz Fernando Leivas                 |                        | PT      | José Antônio Duarte Rosa (PDT)       | 1.º de janeiro de 2009   | 14 de outubro de 2011                                 | Prefeito e vice eleitos em sufrágio universal cujo titular fora cassado o mandato                                                                  |
| 36 | José Antônio Duarte Rosa             |                        | PDT     | —                                    | 14 de outubro de 2011    | 31 de dezembro de 2012                                | Vice-prefeito eleito no cargo de titular |
| 37 | José Felipe da Feira                 |                        | PTB     | Ronaldo Costa Madruga (PP)           | 1.º de janeiro de 2013   | 31 de dezembro de 2016                                | Prefeito e vice eleitos em sufrágio universal |
| 38 | José Antônio Duarte Rosa, Zé Antônio |                        | PDT     | Jackson Luiz Fagundes Cabral (PSDB)  | 1.º de janeiro de 2017   | 31 de dezembro de 2020                                | Prefeito e vice eleitos em sufrágio universal |
| —  | Carlos Betiollo                      |                        | PSDB    | Danúbio Fernando Vaz Peres (PDT)     | —                        | —                                                     | Prefeito e vice eleitos em sufrágio universal cuja chapa fora cassada o mandato                                                                    |
| 39 | Ronaldo Costa Madruga                |                        | PP      | —                                    | 1.º de janeiro de 2021   | 31 de dezembro de 2024                                | Presidente da Câmara Municipal empossado no lugar do prefeito eleito que tivera sua chapa impugnada. Eleito definitivamente em 4 de julho de 2021. |
| 39 | Ronaldo Costa Madruga                | Laura Ratto (MDB)      | PP      | 1.º de janeiro de 2025               | Atualmente               | Prefeito reeleito e vice eleita em sufrágio universal | |